# やまびこライナー
やまびこライナー は、広島（広島バスセンター）～油木町（現神石高原町、中国バス油木車庫）を結ぶ高速バスであった。昼行便が1日1往復運行されていた。
以下は、廃止時点のデータである。

## 歴史
- 2002年6月7日 運行開始。
- 2003年2月1日 飲み物・おしぼりなどのサービスを廃止。
- 2004年6月6日 廃止。

## 運行会社
- 中国バス
  - 福山営業所油木車庫が担当。

## 停車停留所
（停留所 - 停留所）でくくられた中での相互の乗降はできない。
（広島バスセンター - 不動院 - 中筋駅 - 高坂BS） - （道の駅さんわ182ステーション（犬の馬場） - 上井関 - 小畠局前 - 中国バス油木車庫）
- ※高坂BS（高坂PAに併設）はエアポートリムジン（広島空港 - 福山駅前）との乗り継ぎのみ。PAの外には出られない。
- ※福山SAで10分間休憩。

## 運行経路
- 広島市内 - 国道54号 - 広島IC - 山陽自動車道 - 福山東IC - 国道182号 - 広島県道259号帝釈峡井関線 - 三和町（現・神石高原町三和地域）内 - 広島県道27号吉舎油木線 - 国道182号 - 油木町（現・神石高原町油木地域）内

## 運行回数
- 昼行1往復（早朝油木発・夕方広島発）

## 車内設備
- 3列シート
- トイレ